# Чемпіонат Південної Америки з футболу 1949
Чемпіонат Південної Америки з футболу 1949 року — двадцять перший розіграш головного футбольного турніру серед національних збірних Південної Америки.
Турнір відбувався у Бразилії з 3 квітня по 11 травня 1949 року. Переможцем втретє стала збірна Бразилії, яка у вирішальному додатковому матчі обіграла збірну-відкриття турніру Парагвай.

## Формат
Відбірковий турнір не проводився. Від участі у турнірі відмовилась Аргентина. В підсумку у турнірі взяло участь вісім учасників: Бразилія, Перу, Болівія, Еквадор, Колумбія Чилі, Парагвай і Уругвай, які мали провести один з одним матч за круговою системою. Переможець групи ставав чемпіоном. Два очки присуджувались за перемогу, один за нічиєю і нуль за поразку. У разі рівності очок у двох лідируючих команд призначався додатковий матч.

## Стадіони
| Ріо-де-Жанейро    | Ріо-де-Жанейро    | Сан-Паулу         | Сантус            | Белу-Орізонті     |
| ----------------- | ----------------- | ----------------- | ----------------- | ----------------- |
| Генерал Северіано | Сан-Жануаріо      | Пакаембу          | Віла Белміро      | Індепенденсія     |
| Місткість: 30,000 | Місткість: 25,000 | Місткість: 71,281 | Місткість: 16,798 | Місткість: 30,000 |
|                   |                   |                   |                   |                   |

## Підсумкова таблиця
| Збірна   | І | В | Н | П | ГЗ | ГП | Р   | О  |
| -------- | - | - | - | - | -- | -- | --- | -- |
| Бразилія | 7 | 6 | 0 | 1 | 39 | 7  | +32 | 12 |
| Парагвай | 7 | 6 | 0 | 1 | 21 | 6  | +15 | 12 |
| Перу     | 7 | 5 | 0 | 2 | 20 | 13 | +7  | 10 |
| Болівія  | 7 | 4 | 0 | 3 | 13 | 24 | −11 | 8  |
| Чилі     | 7 | 2 | 1 | 4 | 10 | 14 | −4  | 5  |
| Уругвай  | 7 | 2 | 1 | 4 | 14 | 20 | −6  | 5  |
| Еквадор  | 7 | 1 | 0 | 6 | 7  | 21 | −14 | 2  |
| Колумбія | 7 | 0 | 2 | 5 | 4  | 23 | −19 | 2  |

| 3 квітня  | Бразилія | 9  | 1 | Еквадор  |
| 6 квітня  | Болівія  | 3  | 2 | Чилі     |
| 6 квітня  | Парагвай | 3  | 0 | Колумбія |
| 10 квітня | Перу     | 4  | 0 | Колумбія |
| 10 квітня | Парагвай | 1  | 0 | Колумбія |
| 10 квітня | Бразилія | 10 | 1 | Болівія  |
| 13 квітня | Бразилія | 2  | 1 | Чилі     |
| 13 квітня | Уругвай  | 3  | 2 | Еквадор  |
| 13 квітня | Парагвай | 3  | 1 | Перу     |
| 17 квітня | Бразилія | 5  | 0 | Колумбія |
| 17 квітня | Чилі     | 1  | 0 | Еквадор  |
| 17 квітня | Болівія  | 3  | 2 | Уругвай  |
| 20 квітня | Перу     | 4  | 0 | Еквадор  |
| 20 квітня | Чилі     | 1  | 1 | Колумбія |
| 20 квітня | Уругвай  | 2  | 1 | Парагвай |
| 24 квітня | Бразилія | 7  | 1 | Перу     |
| 25 квітня | Болівія  | 2  | 0 | Еквадор  |
| 25 квітня | Уругвай  | 2  | 2 | Колумбія |
| 27 квітня | Перу     | 3  | 0 | Болівія  |
| 27 квітня | Парагвай | 4  | 2 | Чилі     |
| 30 квітня | Парагвай | 7  | 0 | Болівія  |
| 30 квітня | Бразилія | 5  | 1 | Уругвай  |
| 30 квітня | Перу     | 3  | 0 | Чилі     |
| 3 травня  | Еквадор  | 4  | 1 | Колумбія |
| 4 травня  | Перу     | 4  | 3 | Уругвай  |
| 6 травня  | Болівія  | 4  | 0 | Колумбія |
| 8 травня  | Чилі     | 3  | 1 | Уругвай  |
| 8 травня  | Парагвай | 2  | 1 | Бразилія |

### Додатковий матч
| 11 травня 1949 |

| Бразилія                                               | 7–0 | Парагвай |
| ------------------------------------------------------ | --- | -------- |
| Адемір 17', 27', 48' Тезоурінья 43', 70' Жаїр 72', 89' |     |          |

| Сан-Жануаріо, Ріо-де-Жанейро Глядачів: 55 000 Арбітр: Сіріл Джек Баррік (Англія) |

Бразилія: Барбоза, Аугусто, Мауро, Елі, Даніло Алвін, Норонья, Тезоурінья, Зізінью, Адемір, Жаїр, Сімао
 Тренер: Флавіо Коста

Парагвай: Гарсія, Альберто Гонсалес, Сеспедес, Гавілан, Нарделлі, Кантеро, Фернандес (Барріос), Лопес Фретес (Ромеро), Арсе, Бенітес, Васкес
 Тренер: Мануель Флейтас Соліч

## Чемпіон
| Чемпіон Південної Америки 1949 |
| ------------------------------ |
| Бразилія 3-й титул             |

## Найкращі бомбардири
9 голів
- Жаїр

7 голів
| - Адемір - Тезоурінья | - Діонісіо Арсе - Хорхе Дуіліо Бенітес |  |

5 голів
| - Віктор Угарте | - Сімао | - Зізінью |

4 голи
| - Фелікс Кастільйо | - Рамон Кастро |  |